# Latina Football Club Polisportiva 1980-1981
Questa pagina raccoglie le informazioni riguardanti il Latina Football Club Polisportiva nelle competizioni ufficiali della stagione 1980-1981.

## Rosa
| N. |                   | Ruolo | Calciatore         |  |
| -- | ----------------- | ----- | ------------------ |  |
|    | Italia (bandiera) | A     | Ivo Banella        |  |
|    | Italia (bandiera) | A     | Riccardo Bulgarani |  |
|    | Italia (bandiera) | C     | Gilberto Cardinali |  |
|    | Italia (bandiera) | P     | Mauro Cherubini    |  |
|    | Italia (bandiera) | C     | Damiano Coletta    |  |
|    | Italia (bandiera) | C     | Angelo Corsini     |  |
|    | Italia (bandiera) | D     | Franco Cremaschini |  |
|    | Italia (bandiera) | P     | Franco Del Prete   |  |
|    | Italia (bandiera) | A     | Pierino Di Iorio   |  |
|    | Italia (bandiera) | D     | Mario Faccenda     |  |

| N. |                   | Ruolo | Calciatore         |
| -- | ----------------- | ----- | ------------------ |
|    | Italia (bandiera) | C     | Angelo Fadigati    |
|    | Italia (bandiera) | D     | Maurizio Ghio      |
|    | Italia (bandiera) | D     | Fabrizio Innocenti |
|    | Italia (bandiera) | D     | Massimo Lattuca    |
|    | Italia (bandiera) | D     | Moreno Mancini     |
|    | Italia (bandiera) | A     | Massimo Minarelli  |
|    | Italia (bandiera) | C     | Luigi Mori         |
|    | Italia (bandiera) | D     | Giovanni Pelusio   |
|    | Italia (bandiera) | C     | Giacomo Polidori   |
|    | Italia (bandiera) | C     | Riccardo Paolucci  |

## Risultati

### Campionato

#### Girone di andata
| 28 settembre 1980 1ª giornata | Latina | 1 – 0 | Sangiovannese |  |

| 19 ottobre 1980 2ª giornata | Casertana | 3 – 1 | Latina |  |

| 9 novembre 1980 3ª giornata | Grosseto | 0 – 2 | Latina |  |

| 30 novembre 1980 4ª giornata | Latina | 1 – 0 | L'Aquila |  |

| 21 dicembre 1980 5ª giornata | Latina | 2 – 0 | Montevarchi |  |

| 18 gennaio 1981 6ª giornata | Avezzano | 0 – 0 | Latina |  |

| 5 ottobre 1980 7ª giornata | Sant'Elena | 1 – 1 | Latina |  |

| 26 ottobre 1980 8ª giornata | Latina | 2 – 1 | Civitavecchia |  |

| 16 novembre 1980 9ª giornata | Latina | 3 – 1 | Casalotti |  |

| 7 dicembre 1980 10ª giornata | Latina | 1 – 0 | Sansepolcro |  |

| 5 gennaio 1981 11ª giornata | Rondinella | 1 – 0 | Latina |  |

| 25 gennaio 1981 12ª giornata | Latina | 4 – 0 | ALMAS |  |

| 12 ottobre 1980 13ª giornata | Latina | 1 – 0 | Banco di Roma |  |

| 2 novembre 1980 14ª giornata | Formia | 0 – 0 | Latina |  |

| 23 novembre 1980 15ª giornata | Siena | 0 – 0 | Latina |  |

| 14 dicembre 1980 16ª giornata | Cerretese | 0 – 1 | Latina |  |

| 11 gennaio 1981 17ª giornata | Latina | 0 – 0 | Montecatini |  |

#### Girone di ritorno
| 1º febbraio 1981 18ª giornata | Sangiovannese | 1 – 1 | Latina |  |

| 22 febbraio 1981 19ª giornata | Latina | 0 – 0 | Casertana |  |

| 15 marzo 1981 20ª giornata | Latina | 2 – 0 | Grosseto |  |

| 12 aprile 1981 21ª giornata | L'Aquila | 0 – 1 | Latina |  |

| 10 maggio 1981 22ª giornata | Montevarchi | 1 – 1 | Latina |  |

| 31 maggio 1981 23ª giornata | Latina | 2 – 1 | Avezzano |  |

| 8 febbraio 1981 24ª giornata | Latina | 3 – 2 | Sant'Elena |  |

| 1º marzo 1981 25ª giornata | Civitavecchia | 0 – 0 | Latina |  |

| 29 marzo 1981 26ª giornata | Casalotti | 0 – 1 | Latina |  |

| 26 aprile 1981 27ª giornata | Sansepolcro | 1 – 1 | Latina |  |

| 17 maggio 1981 28ª giornata | Latina | 2 – 0 | Rondinella |  |

| 7 giugno 1981 29ª giornata | ALMAS | 2 – 0 | Latina |  |

| 15 febbraio 1981 30ª giornata | Banco di Roma | 1 – 2 | Latina |  |

| 8 marzo 1981 31ª giornata | Latina | 3 – 2 | Formia |  |

| 5 aprile 1981 32ª giornata | Latina | 1 – 1 | Siena |  |

| 3 maggio 1981 33ª giornata | Latina | 1 – 0 | Cerretese |  |

| 24 maggio 1981 34ª giornata | Montecatini | 1 – 0 | Latina |  |